# دانشگاه البیرونی

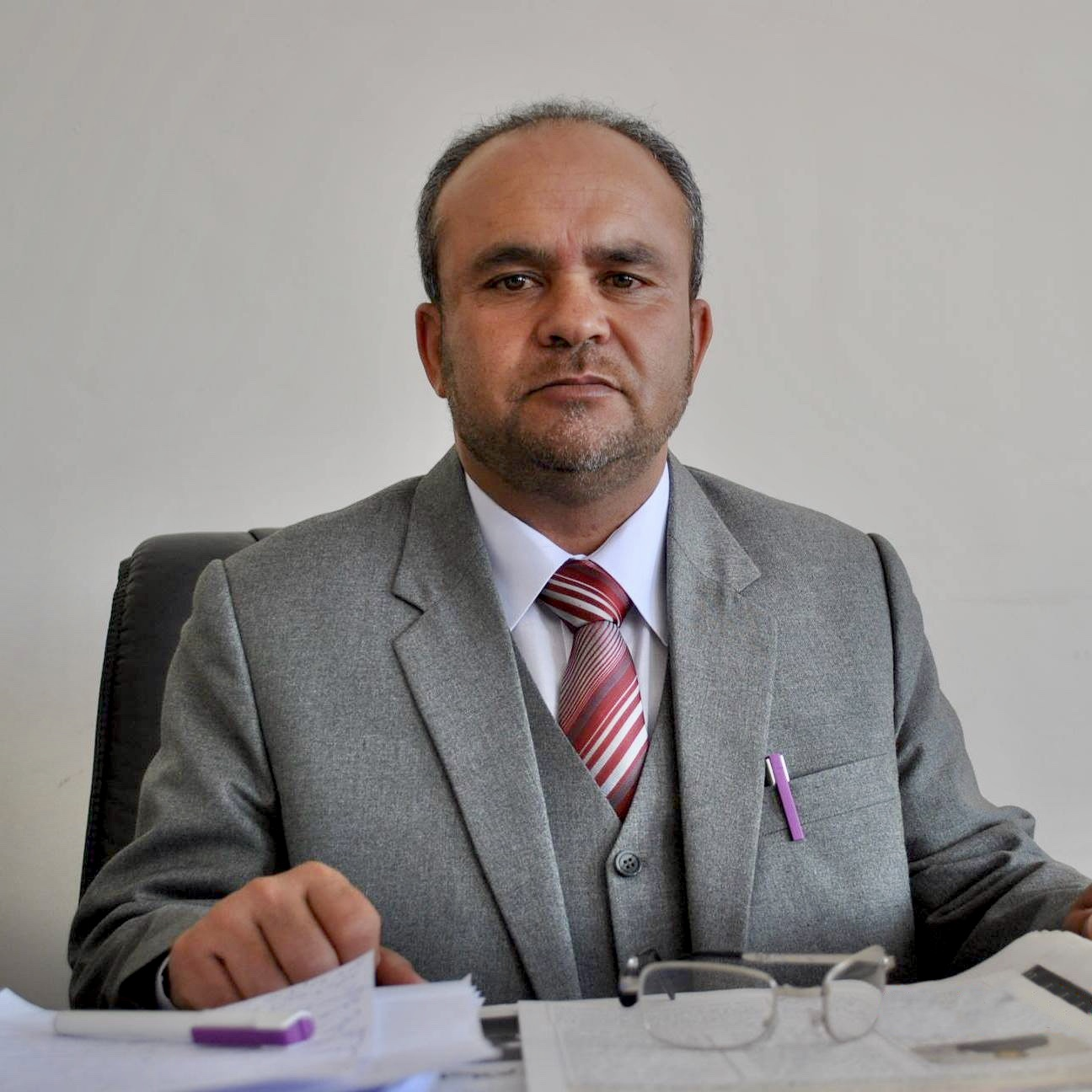
هشتمین ریس دانشگاه البیرونی پروفسور دکتر عبدالقهار سروری

دانشگاه البیرونی در شهر کوهستان با ۲٬۵۰۰ نفر جمعیت دارد، در ولایت کاپیسا و در ۶۴ کیلومتری شمال کابل واقع است. دانشگاه البیرونی آموزشگاه عالی دولتی می‌باشد که در سال ۱۹۹۸ (۱۳۷۷) توسط وزارت تحصیلات عالی افغانستان تأسیس شده‌است. دانشگاه البیرونی (AU) یک مؤسسه آموزش عالی مختلط بسیار کوچک (با دامنه ثبت‌نام ۱۰۰۰-۱۹۹۹ دانشجو) در افغانستان است. این دانشگاه به احترام ابوریحان البیرونی دانشمند و ریاضیدان سرشناس تاجیک دنیای اسلام نام‌گذاری شده‌است. این دانشگاه فعالیتش را برای اول بار در رشته طب (پزشکی) و انجنیری (مهندسی) شروع نمود که اکنون دارای ۹ دانشکده و ۳۲ دیپارتمنت می‌باشد. این دانشگاه دارای بهترین کادر علمی رشته حقوق در افغانستان است. دانشگاه البیرونی پنجمین دانشگاه بزرگ دولتی افغانستان بعد از دانشگاه‌های کابل، بلخ هرات و ننگرهار می‌باشد.
دکتر ابونجم نیازی دهمین و رئیس فعلی دانشگاه است.

## پیشینه
دانشگاه البیرونی در سال ۱۳۷۷ در ولسوالی حصه اول کوهستان ولایت کاپیسا تأسیس شد.
طب
انجنیری
اقتصاد
تعلیم و تربیه

## دانشکده‌ها
از ۲۰۱۳ بدینسو، دانشگاه البیرونی دارای ۹ رشته,  بایگانی‌شده  در ۲۴ ژانویه ۲۰۱۵ توسط Wayback Machine حقوق و علوم سیاسی، ژورنالیزم (خبرنگاری), زبان و ادبیات، شرعیات (الهیات) و اقتصاد در ۳۲ دانشکده، ۱۴۷ نفر هیئت علمی و ۴۶۸۲ دانشجو می‌باشد.
- ۱. رشته طب (پزشکی)

(رئیس: پروفسور داکتر نجیب الله شفق)
- - دانشکده‌ها:
    1. دانشکده طب عمومی (رئیس: پروفسور داکتر مؤید کوهستانی)
    2. دانشکده طب جراحی
- ۲. رشته انجنیری (مهندسی) (رئیس: پروفسور انجنیر متین حقبین)
  - دانشکده‌ها:
    1. . دانشکده الکتریکی و الکترونی انجنیری (رئیس: پروفسور انجنیر یاسر همور)
    2. دانشکده انجنیری سیول (رئیس: پروفسور انجنیر حسیب جهش)

۳. رشته تعلیم و تربیه (رئیس: پروفسور قادر وهاب)
- دانشکده‌ها:
  1.     1. دانشکده ریاضی
    2. دانشکده فیزیک
    3. دانشکده کیمیا (شیمی)
    4. دانشکده تاریخ
    5. دانشکده جغرافیا
    6. دانشکده علوم اسلامی
    7. دانشکده بیولوژی (زیست‌شناسی)

1. رشته اقتصاد (رئیس: پروفسور ندیم شریف)
2. رشته حقوق و علوم سیاسی (رشته: پروفسور بسم الله متین)

- - دانشکده‌ها:

1. دانشکده ارتباطات بین‌الملل
2. دانشکده حقوق عمومی
3. دانشکده حقوق خصوصی
4. دانشکده حقوق جنایی
5. رشته ادبیات

- دانشکده‌ها:
  1. دانشکده زبان فارسی
  2. دانشکده زبان پشتو
  3. دانشکده زبان انگلیسی
  4. دانشکده زبان عربی
- ۷. ژورنالیزم (خبرنگاری)
- دانشکده‌ها:
  1. دانشکده مطبوعات
  2. دانشکده رادیو و تلویزیون

1. رشته زراعت (کشاورزی) (رئیس: پروفسور فهیم فطرت)
2. دانشکده علوم باغداری

- - ۲. دانشکده گیاه‌شناسی
- ۳. دانشکده علوم حیوانی
  - ۹. رشته شرعیات (الهیات) (رئیس: پروفسور رفیع عالمی)

## جنجال بر سر انتخاب رئیس دانشگاه
طبق قانون آموزش عالی ملکی افغانستان که در روزنامه رسمی شماره ۱۱۹۵ مورخ ۱۱ نوامبر ۲۰۱۵ منتشر شده است. رئیس مؤسسه آموزش عالی افغانستان باید از بین اعضای هیئت علمی عالی رتبه مؤسسه، در صورت داشتن رتبه علمی استاد، پروفسور و غیره، از طریق انتخابات آزاد، سری و مستقیم با اکثریت آرای اعضای هیئت علمی آن مؤسسه آموزش عالی برای مدت سه سال انتخاب شود. با این حال، از سال ۲۰۰۱ توسط رئیس‌جمهور افغانستان انتخاب می‌شود. در سال ۲۰۲۱، رئیس دانشگاه البیرونی به دلیل تهدیدهای طالبان از سمت خود استعفا داد. او پیش از این نامه شکایتی در مورد رفتار تهدیدآمیز نماینده عبدالباقی حقانی به وزارت آموزش عالی ارسال کرده بود.
طبق قانون آموزش عالی ملکی افغانستان که در روزنامه رسمی شماره ۱۱۹۵ مورخ ۱۱ نوامبر ۲۰۱۵ منتشر شده است، رئیس مؤسسه آموزش عالی افغانستان باید از بین اعضای هیئت علمی عالی رتبه مؤسسه، در صورت داشتن رتبه علمی استاد، پروفسور و غیره، از طریق انتخابات آزاد، سری و مستقیم با اکثریت آرای اعضای هیئت علمی آن مؤسسه آموزش عالی برای مدت سه سال انتخاب شود. با این حال، از سال ۲۰۰۱ توسط رئیس‌جمهور افغانستان انتخاب می‌شود. در سال ۲۰۲۱، رئیس دانشگاه البیرونی به دلیل تهدیدهای طالبان از سمت خود استعفا داد. او پیش از این نامه شکایتی در مورد رفتار تهدیدآمیز نماینده عبدالباقی حقانی به وزارت آموزش عالی ارسال کرده بود.

## دانشگاه‌های همکار بین‌المللی
این همکاری، به ویژه با دانشگاه‌های ایرانی، بیشتر بر تبادل اساتید و شبکه‌سازی متمرکز است. در سال ۲۰۱۶، این دانشگاه برای ارتقای تبادل اساتید و شبکه‌سازی، قراردادی با دانشگاه مازندران امضا کرد.